# 17982 Simcmillan
17982 Simcmillan è un asteroide della fascia principale. Scoperto nel 1999, presenta un'orbita caratterizzata da un semiasse maggiore pari a 2,3109359 UA e da un'eccentricità di 0,1353637, inclinata di 4,67604° rispetto all'eclittica.